# UEFA Nations League 2024-2025 - Lega C
Questa voce raccoglie un approfondimento sulle gare della Lega C dell'UEFA Nations League 2024-2025. La fase a gironi della Lega C si è disputata tra il 5 settembre e il 19 novembre 2024.

## Formato
Nella Lega C partecipano le 10 squadre classificate dal trentaseiesimo al quarantacinquesimo posto nella classifica finale della UEFA Nations League 2022-2023, alle quali si aggiungono le 3 retrocesse dalla Lega B (classificate 29-31 ad eccezione della Russia esclusa per via dell'invasione russa dell'Ucraina), le 2 promosse dalla Lega D (classificate 49-50) e la vincitrice dello spareggio; le 16 partecipanti vengono divise in quattro gruppi da quattro squadre ciascuno. Ogni squadra gioca sei incontri: due partite nel mese di settembre, due nel mese di ottobre e due nel mese di novembre. Le squadre vincitrici di ogni raggruppamento vengono promosse nella Lega B della UEFA Nations League 2026-2027, le seconde classificate disputano gli spareggi contro le terze classificate della Lega B, le due migliori quarte classificate partecipano agli spareggi per la retrocessione nella Lega D contro le due seconde classificate della Lega D, mentre le peggiori quarte classificate retrocedono in Lega D.

## Squadre partecipanti
Le squadre sono state assegnate alla Lega C in base alla lista d'accesso della UEFA Nations League 2024-2025, la quale si basa sulla classifica finale dell'edizione precedente: alle 10 squadre rimaste in Lega C viene attribuito il numero di accesso corrispondente alla posizione nella classifica finale dell'edizione passata, alle 3 retrocesse dalla Lega B vengono attribuiti i numeri 33-35, alla vincitrice dello spareggio viene attribuito il numero 46 e alle 2 promosse dalla Lega D vengono attribuiti i numeri 47-48. Le urne per il sorteggio, composte da quattro squadre ciascuna, sono state annunciate il 2 dicembre 2021.
| Squadra     | Rank |
| ----------- | ---- |
| Romania     | 33   |
| Svezia      | 34   |
| Armenia     | 35   |
| Lussemburgo | 36   |

| Squadra     | Rank |
| ----------- | ---- |
| Azerbaigian | 37   |
| Kosovo      | 38   |
| Bulgaria    | 39   |
| Fær Øer     | 40   |

| Squadra            | Rank |
| ------------------ | ---- |
| Macedonia del Nord | 41   |
| Slovacchia         | 42   |
| Irlanda del Nord   | 43   |
| Cipro              | 44   |

| Squadra     | Rank |
| ----------- | ---- |
| Bielorussia | 45   |
| Lituania    | 46   |
| Estonia     | 47   |
| Lettonia    | 48   |

Il sorteggio per la fase a gironi si è svolto l'8 febbraio 2024 alle ore 18:00 CET a Parigi, in Francia. Nell'urna 4 l'identità dei vincitori dello spareggio della Lega C della UEFA Nations League 2022-2023 non era nota al momento del sorteggio in quanto l'incontro in programma nel marzo 2024.

## Gruppo 1

### Classifica
| Pos | Squadra     | Pt | G | V | N | P | GF | GS | DG  |
| --- | ----------- | -- | - | - | - | - | -- | -- | --- |
| 1.  | Svezia      | 16 | 6 | 5 | 1 | 0 | 19 | 4  | +15 |
| 2.  | Slovacchia  | 13 | 6 | 4 | 1 | 1 | 10 | 5  | +5  |
| 3.  | Estonia     | 4  | 6 | 1 | 1 | 4 | 3  | 9  | -6  |
| 4.  | Azerbaigian | 1  | 6 | 0 | 1 | 5 | 3  | 17 | -14 |

### Risultati
| Arbitro: | Balázs Berke |

|             |           |                                   |
| Dadaşov 82’ | Marcatori | 65’, 71’ Isak 80’ (rig.) Gyökeres |

| Arbitro: | Matej Jug |

|  |           |            |
|  | Marcatori | 70’ Suslov |

| Arbitro: | Damian Sylwestrzak |

|                             |           |  |
| Duda 22’ (rig.) Strelec 26’ | Marcatori |  |

| Arbitro: | Sven Jablonski |

|                            |           |  |
| Gyökeres 30’, 44’ Isak 40’ | Marcatori |  |

| Arbitro: | Rob Harvey |

|                                         |           |                       |
| Yakovlev 32’ Sinyavskiy 45+2’ Shein 71’ | Marcatori | 45+1’ (rig.) Bayramov |

| Arbitro: | Maurizio Mariani |

|                  |           |                    |
| Strelec 44’, 72’ | Marcatori | 25’ Ayari 32’ Sema |

| Arbitro: | Rohit Saggi |

|              |           |                                            |
| Bayramov 38’ | Marcatori | 15’ (aut.) Məmmədov 75’ Haraslín 86’ Ďuriš |

| Arbitro: | Juxhin Xhaja |

|  |           |                              |
|  | Marcatori | 29’, 37’ Nanasi 66’ Gyökeres |

| Qəbələ 16 novembre 2024, ore 15:00 UTC+1 | Azerbaigian | 0 – 0 referto | Estonia | Gabala City Stadium (1 600 spett.)\| Arbitro: \| John Beaton \| |
| Arbitro:                                 | John Beaton |               |         |                                                                 |

| Arbitro: | Mykola Balakin |

|                      |           |            |
| Gyökeres 3’ Isak 48’ | Marcatori | 19’ Hancko |

| Arbitro: | Mikkel Redder |

|             |           |  |
| Strelec 72’ | Marcatori |  |

| Arbitro: | Paweł Raczkowski |

|                                                 |           |  |
| Kulusevski 10’, 57’ Gyökeres 26’, 37’, 58’, 70’ | Marcatori |  |

## Gruppo 2

### Classifica
| Pos | Squadra  | Pt | G | V | N | P | GF | GS | DG  |
| --- | -------- | -- | - | - | - | - | -- | -- | --- |
| 1.  | Romania  | 18 | 6 | 6 | 0 | 0 | 18 | 3  | +15 |
| 2.  | Kosovo   | 12 | 6 | 4 | 0 | 2 | 10 | 7  | +3  |
| 3.  | Cipro    | 6  | 6 | 2 | 0 | 4 | 4  | 15 | -11 |
| 4.  | Lituania | 0  | 6 | 0 | 0 | 6 | 4  | 11 | -7  |

### Risultati
| Arbitro: | Igor Pajač |

|  |           |            |
|  | Marcatori | 34’ Pittas |

| Arbitro: | Əliyar Ağayev |

|  |           |                                        |
|  | Marcatori | 40’ Man 51’ (rig.) R. Marin 82’ Drăguș |

| Arbitro: | Sebastian Gishamer |

|  |           |                                                    |
|  | Marcatori | 9’ (rig.), 21’ Muriqi 48’ Al. Rrahmani 55’ Dellova |

| Arbitro: | Rade Obrenović |

|                                              |           |           |
| Mihăilă 4’ R. Marin 87’ (rig.) Mitriță 90+2’ | Marcatori | 34’ Kučys |

| Arbitro: | Ondřej Berka |

|                |           |                              |
| Golubickas 84’ | Marcatori | 20’ Zhegrova 65’ E. Krasniqi |

| Arbitro: | Sascha Stegemann |

|  |           |                                          |
|  | Marcatori | 16’ Man 25’ (rig.) R. Marin 36’ Drăgușin |

| Arbitro: | Matej Jug |

|                                      |           |  |
| Rrahmani 30’ Krasniqi 52’ Sahiti 70’ | Marcatori |  |

| Arbitro: | Nick Walsh |

|                 |           |                                |
| Kučys 7’ (rig.) | Marcatori | 18’ (rig.) R. Marin 65’ Drăguș |

| Arbitro: | Nenad Minaković |

|                          |           |              |
| Kastanos 18’ Tziōnīs 63’ | Marcatori | 47’ Gineitis |

| Bucarest 15 novembre 2024, ore 20:45 UTC+1 | Romania      | 3 – 0 (tav.) referto | Kosovo | Arena Națională (48 957 spett.)\| Arbitro: \| Morten Krogh \| |
| Arbitro:                                   | Morten Krogh |                      |        |                                                               |

| Arbitro: | Kristoffer Hagenes |

|            |           |  |
| Jashari 5’ | Marcatori |  |

| Arbitro: | Luca Pairetto |

|                                         |           |            |
| Bîrligea 2’ R. Marin 41’, 80’ Coman 83’ | Marcatori | 52’ Pittas |

## Gruppo 3

### Classifica
| Pos | Squadra          | Pt | G | V | N | P | GF | GS | DG |
| --- | ---------------- | -- | - | - | - | - | -- | -- | -- |
| 1.  | Irlanda del Nord | 11 | 6 | 3 | 2 | 1 | 11 | 3  | +8 |
| 2.  | Bulgaria         | 9  | 6 | 2 | 3 | 1 | 3  | 6  | -3 |
| 3.  | Bielorussia      | 7  | 6 | 1 | 4 | 1 | 3  | 4  | -1 |
| 4.  | Lussemburgo      | 3  | 6 | 0 | 3 | 3 | 3  | 7  | -4 |

### Risultati
| Zalaegerszeg 5 settembre 2024, ore 20:45 UTC+2 | Bielorussia    | 0 – 0 referto | Bulgaria | ZTE Arena (0 spett.)\| Arbitro: \| Ovidiu Haţegan \| |
| Arbitro:                                       | Ovidiu Haţegan |               |          |                                                      |

| Arbitro: | Marian Barbu |

|                        |           |  |
| McNair 11’ Ballard 16’ | Marcatori |  |

| Arbitro: | Lawrence Visser |

|  |           |             |
|  | Marcatori | 76’ Hramyka |

| Arbitro: | Anastasios Sidīropoulos |

|              |           |  |
| Despodov 40’ | Marcatori |  |

| Plovdiv 12 ottobre 2024, ore 18:00 UTC+2 | Bulgaria    | 0 – 0 referto | Lussemburgo | Stadio Hristo Botev (15 800 spett.)\| Arbitro: \| David Šmajc \| |
| Arbitro:                                 | David Šmajc |               |             |                                                                  |

| Zalaegerszeg 12 ottobre 2024, ore 20:45 UTC+2 | Bielorussia       | 0 – 0 referto | Irlanda del Nord | ZTE Arena (0 spett.)\| Arbitro: \| Henrik Nalbandyan \| |
| Arbitro:                                      | Henrik Nalbandyan |               |                  |                                                         |

| Arbitro: | Atilla Karaoğlan |

|               |           |                      |
| Palicevič 54’ | Marcatori | 78’ (rig.) Rodrigues |

| Arbitro: | Jérôme Brisard |

|                                                   |           |  |
| Price 15’, 29’, 81’ Mitov 32’ (aut.) Magennis 89’ | Marcatori |  |

| Arbitro: | Juri Frischer |

|  |           |           |
|  | Marcatori | 23’ Kraev |

| Arbitro: | Luís Godinho |

|                                   |           |  |
| Ballard 50’ D. Charles 63’ (rig.) | Marcatori |  |

| Arbitro: | Allard Lindhout |

|               |           |             |
| Panajotov 12’ | Marcatori | 70’ Kavalëŭ |

| Arbitro: | Elchin Masiyev |

|                         |           |                       |
| Korač 72’ Rodrigues 75’ | Marcatori | 19’ Price 50’ Bradley |

## Gruppo 4

### Classifica
| Pos | Squadra            | Pt | G | V | N | P | GF | GS | DG |
| --- | ------------------ | -- | - | - | - | - | -- | -- | -- |
| 1.  | Macedonia del Nord | 16 | 6 | 5 | 1 | 0 | 10 | 1  | +9 |
| 2.  | Armenia            | 7  | 6 | 2 | 1 | 3 | 8  | 9  | -1 |
| 3.  | Fær Øer            | 6  | 6 | 1 | 3 | 2 | 5  | 6  | -1 |
| 4.  | Lettonia           | 4  | 6 | 1 | 1 | 4 | 4  | 11 | -7 |

### Risultati
| Arbitro: | Manfredas Lukjančukas |

|                    |           |                  |
| Davidsen 9’ (rig.) | Marcatori | 49’ (rig.) Bardi |

| Arbitro: | Nenad Minaković |

|                                                          |           |                      |
| Bičaxčyan 6’ Dubra 35’ (aut.) Zelarayán 48’ Spercjan 86’ | Marcatori | 9’ (aut.) Arutjunjan |

| Arbitro: | Duje Strukan |

|                |           |  |
| Varslavāns 64’ | Marcatori |  |

| Arbitro: | Harm Osmers |

|                       |           |  |
| Bardi 70’ Miovski 78’ | Marcatori |  |

| Arbitro: | Jakob Sundberg |

|  |           |                                     |
|  | Marcatori | 35’ Atanasov 70’ Qamili 90+3’ Elmas |

| Arbitro: | Oleksii Derevinskyi |

|                               |           |                               |
| Benjaminsen 37’ Bjartalíð 85’ | Marcatori | 44’ Zelarayán 90+3’ Manvelyan |

| Arbitro: | Stuart Attwell |

|  |           |                       |
|  | Marcatori | 72’ Miovski 85’ Alimi |

| Arbitro: | Philip Farrugia |

|              |           |          |
| Sørensen 40’ | Marcatori | 69’ Šits |

| Arbitro: | Anastasios Sidīropoulos |

|  |           |                     |
|  | Marcatori | 33’ (rig.) Davidsen |

| Arbitro: | Goga Kikacheishvili |

|               |           |  |
| Serafimov 57’ | Marcatori |  |

| Arbitro: | Georgi Kabakov |

|              |           |                           |
| Uldriķis 70’ | Marcatori | 48’ Spercjan 74’ Miranyan |

| Arbitro: | Daniel Schlager |

|             |           |  |
| Miovski 62’ | Marcatori |  |

## Raffronto tra le quarte classificate
Retrocedono in Lega D le due squadre peggiori classificate delle quattro arrivate ultime nei gironi della Lega C. 
| Pos | Gr | Squadra     | Pt | G | V | N | P | GF | GS | DG  |
| --- | -- | ----------- | -- | - | - | - | - | -- | -- | --- |
| 1   | C4 | Lettonia    | 4  | 6 | 1 | 1 | 4 | 4  | 11 | -7  |
| 2   | C3 | Lussemburgo | 3  | 6 | 0 | 3 | 3 | 3  | 7  | -4  |
| 3   | C1 | Azerbaigian | 1  | 6 | 0 | 1 | 5 | 3  | 17 | -14 |
| 4   | C2 | Lituania    | 0  | 6 | 0 | 0 | 6 | 4  | 11 | -7  |

## Statistiche

### Classifica marcatori
9 reti
- Viktor Gyökeres (1 rig.)

6 reti
- Răzvan Marin (4 rig.)

4 reti
- Isaac Price

- Dávid Strelec

- Alexander Isak

3 reti
- Bojan Miovski

2 reti
- Ėduard Spercjan
- Lucas Zelarayán
- Toral Bayramov (1 rig.)
- Iōannīs Pittas
- Viljormur Davidsen (2 rig.)

- Ermal Krasniqi
- Vedat Muriqi (1 rig.)
- Armandas Kučys (1 rig.)
- Gerson Rodrigues (1 rig.)
- Enis Bardi

- Daniel Ballard
- Denis Drăguș
- Dennis Man
- Dejan Kulusevski
- Sebastian Nanasi

1 rete
- Vahan Bičaxčyan
- Goṙ Manvelyan
- Artur Miranyan
- Renat Dadaşov
- Valeryj Hramyka
- Juryj Kavalëŭ
- Sjarhej Palicevič
- Kiril Despodov
- Andrian Kraev
- Vasil Panajotov
- Grīgorīs Kastanos
- Marinos Tziōnīs
- Rocco Robert Shein
- Vlasiy Sinyavskiy
- Ioan Yakovlev
- Jann Benjaminsen
- Jóannes Bjartalíð

- Hanus Sørensen
- Lumbardh Dellova
- Muharrem Jashari
- Albion Rrahmani
- Amir Rrahmani
- Emir Sahiti
- Edon Zhegrova
- Dario Šits
- Roberts Uldriķis
- Renārs Varslavāns
- Gvidas Gineitis
- Paulius Golubickas
- Seid Korač
- Isnik Alimi
- Jani Atanasov
- Eljif Elmas
- Lirim Qamili

- Nikola Serafimov
- Conor Bradley
- Dion Charles (1 rig.)
- Josh Magennis
- Paddy McNair
- Daniel Bîrligea
- Florinel Coman
- Radu Drăgușin
- Valentin Mihăilă
- Alexandru Mitriță
- Ondrej Duda (1 rig.)
- Dávid Ďuriš
- Dávid Hancko
- Lukáš Haraslín
- Tomáš Suslov
- Yasin Ayari
- Ken Sema

Autoreti
- Georgij Arutjunjan (1, pro  Lettonia)
- Rahil Məmmədov (1, pro  Slovacchia)

- Dimităr Mitov (1, pro  Irlanda del Nord)
- Kaspars Dubra (1, pro  Armenia)